# Ölabscheidung
Die Ölabscheidung ist ein Verfahren zur Bestimmung des Ölverlustes aus Schmierfetten.

## Hintergrund
In der Regel bestehen Schmierfette zu 80 % aus Schmieröl, zu ca. 5–10 % aus Verdicker und zu ca. 10–15 % aus Additiven. Der Verdicker wird auf der Grundlage einer Metallseife (z. B. Lithium- oder Calciumkomplexseifen) hergestellt und wirkt ähnlich wie ein Schwamm: In seinen „Poren“ lagert er das Schmieröl und die Additive ein. Diese dürfen während der Lagerung nicht austreten, sondern sollen erst unter Bewegung an der Schmierstelle abgegeben werden, tritt das Öl bei der Lagerung aus wird dieser Vorgang auch als Ausbluten bezeichnet.
Das Feststellen des Ölverlustes wird unter anderem in der DIN-Norm 51817 „Prüfung von Schmierstoffen – Bestimmung der Ölabscheidung aus Schmierfetten unter statischen Bedingungen“ beschrieben.

## Messung
Für die Bestimmung der Ölabscheidung wird eine bestimmte Menge des zu prüfenden Fettes luftblasenfrei in einen konusförmigen Behälter gegeben, dessen Boden aus einem Drahtsiebboden mit einer Maschenweite von 63 μm besteht. Das Sieb wird dann zusammen mit dem Fett gewogen und auf einen Ölauffangbehälter gesetzt, dessen Taragewicht bekannt ist. Auf die Probenoberfläche wird ein Gewichtsstück aus Metall (Messing oder Edelstahl) mittig aufgesetzt, um den Druck innerhalb der Fettprobe zu erhöhen. Bei sehr weichen Schmierfetten (z. B. Spurkranz- oder Weichschmierfetten) kann auch auf ein Gewichtsstück verzichtet werden. Bei einer konstanten Prüftemperatur (40 °C und 120 °C) und einer Prüfdauer von 18 Stunden (DIN-Kurzprüfung) oder 168 Stunden (DIN-Normalprüfung) trennt sich ein Teil des Öls von dem Verdicker ab, dabei läuft es durch das Sieb ab und tropft von der Spitze des Konus in den Auffangbehälter. Nach Ablauf der Prüfdauer wird die abgeschiedene Ölmenge ausgewogen und das Ergebnis wird relativ zur Fetteinwaage in Prozent angegeben:
{\displaystyle M={\frac {A\cdot 100}{E}}}
Mit:
- M = Ölabscheidung, in Prozent (% (m/m))
- A = Abgeschiedene Ölmenge, in Gramm (g)
- E = Einwaage, in Gramm (g)

### Interpretation des Messergebnisses
Je höher die Ölabscheidung, desto mehr Öl kann in der Zeit von der Abfüllung bis zur Nutzung durch den Endverbraucher aufschwimmen oder sich im Gebinde in sog. Ölnestern abscheiden. Das für die Schmierung erforderliche Öl steht damit nicht mehr zur Verfügung; infolgedessen braucht sich ein eingesetztes Schmierfett schneller auf oder ist im schlimmsten Fall unbrauchbar für den geplanten Einsatz. Wie groß die Ölabscheidung sein darf wird vom Hersteller je nach Anwendung bestimmt.

### Problematische Inhaltsstoffe
Bei einigen Schmierfetten können während der Prüfung die enthaltenen Festschmierstoffe oder Verdickersysteme die Maschen des Drahtsiebbodens passieren und so das Messergebnis verfälschen.

## Normen
Zur Messung der Ölabscheidung werden in der Industrie hauptsächlich zwei Normen angewendet:
- DIN 51817:2014-08 – Norm vom Arbeitsausschuss „Prüfung von Schmierfetten“ im Fachausschuss Mineralöl- und Brennstoffnormung (FAM) des Normenausschusses Materialprüfung (NMP) im DIN
- IP 212:2011 – Norm des Institute of Petroleum (IP)

Beide Normen sind technisch gleichwertig; Unterschiede bestehen aber in folgenden Punkten:
- Kurzprüfdauer: 18 Stunden nach DIN-Norm bzw. 42 Stunden nach IP-Norm
- Prüftemperatur: Zwischen 40 °C und 120 °C nach DIN-Norm bzw. 40 °C nach IP-Norm
- Präzision